# Gustav Heckmann

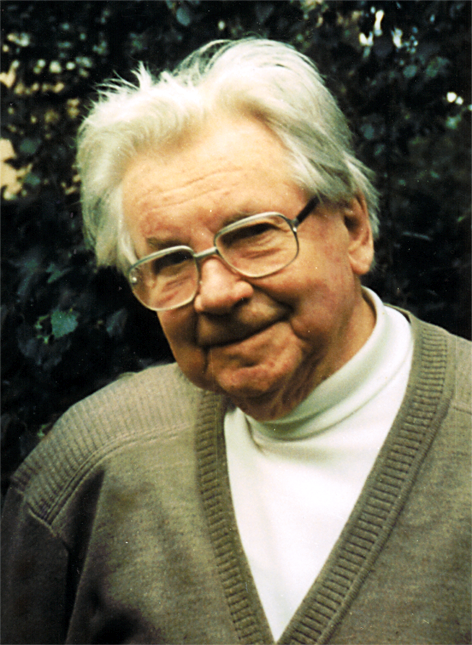
Gustav Heckmann

Gustav Heckmann (* 22. April 1898 in Voerde bei Wesel; † 8. Juni 1996 in Hannover) war ein deutscher Lehrer, Philosoph und Mitglied der SPD. In der Zeit des Nationalsozialismus gehörte er als deutscher Emigrant dem Internationalen Sozialistischen Kampfbund an.

## Leben
Heckmann studierte Mathematik, Physik und Philosophie in Göttingen, wo er auch 1924 bei Max Born promovierte und 1925 das Staatsexamen für das höhere Lehramt ablegte. Nach einer Lehrertätigkeit am Landerziehungsheim Walkemühle emigrierte er nach der Machtübergabe an die Nationalsozialisten 1933 nach Dänemark und 1938 nach Großbritannien. Zusammen mit Minna Specht arbeitete er dort an den Nachfolgeschulen der Walkemühle in Östrupgaard und Butcombe Court.

## Leistungen
Nach dem Ende des Zweiten Weltkriegs erhielt er 1946 die Professur für Philosophie und Pädagogik an der Pädagogischen Hochschule Hannover. Wie die meisten Mitglieder des ISK trat er nach dessen Auflösung nach 1945 der SPD bei, hier geriet er 1950 in einen Konflikt mit der Parteiführung, als er eine Unterschriftensammlung initiierte, welche die Artikel zur Schulpolitik in der Landesverfassung Nordrhein-Westfalens kritisierte. Heckmann und seine Freunde waren der Meinung, dass die SPD im Rahmen der Verfassungsdebatte zu sehr den Kirchen entgegengekommen sei und dadurch die Gewissensfreiheit der Lehrer einschränken und die Schulen einer klerikalen Gängelung aussetzen würde.
Heckmann bereicherte die Methode des Sokratischen Gesprächs nach Leonard Nelson um neue Aspekte wie das Meta-Gespräch.
Als entschiedener Atomwaffengegner engagierte er sich von Anfang an in der Ostermarsch-Bewegung gegen Atomwaffen in Ost und West und war 1960 in Bergen-Hohne einer der Redner auf der Abschluss-Kundgebung des ersten Sternmarsches von Hamburg, Bremen und Braunschweig/Hannover.
Im Alter von 98 Jahren starb Gustav Heckmann am 8. Juni 1996.

## Schriften
- Das Sokratische Gespräch: Erfahrungen in philosophischen Hochschulseminaren. Frankfurt/M.: dipa-Verl., 1993. - ISBN 3-7638-0315-7